# Kurt Browning
Kurt Browning (Rocky Mountain House, Alberta, 18 de junho de 1966) é um patinador artístico, coreógrafo e comentarista canadense. Em 25 de março de 1988, no Campeonato Mundial de 1988 em Budapeste, na Hungria, Browning entrou para a história como o primeiro patinador do mundo a completar, com sucesso, um salto quádruplo em uma competição. Esta conquista está listada no Guinness Book of Records. Browning conquistou quatro medalhas de ouro e uma de prata em campeonatos mundiais. Ele também competiu nos Jogos Olímpicos de Inverno de 1988, 1992 e 1994.

## Principais resultados
| Resultados                                            | Resultados        | Resultados       | Resultados       | Resultados        | Resultados        | Resultados      | Resultados       | Resultados      | Resultados       | Resultados    | Resultados    | Resultados    |
| Internacional                                         | Internacional     | Internacional    | Internacional    | Internacional     | Internacional     | Internacional   | Internacional    | Internacional   | Internacional    | Internacional | Internacional | Internacional |
| Evento/Temporada                                      | 1985– 1986        | 1986– 1987       | 1987– 1988       | 1988– 1989        | 1989– 1990        | 1990– 1991      | 1991– 1992       | 1992– 1993      | 1993– 1994       |               |               |               |
| ----------------------------------------------------- | ----------------- | ---------------- | ---------------- | ----------------- | ----------------- | --------------- | ---------------- | --------------- | ---------------- | ------------- | ------------- | ------------- |
| Jogos Olímpicos                                       |                   |                  | 8.º              |                   |                   |                 | 6.º              |                 | 5.º              |               |               |               |
| Campeonato Mundial                                    |                   | 15.º             | 6.º              | Medalha de ouro   | Medalha de ouro   | Medalha de ouro | Medalha de prata | Medalha de ouro |                  |               |               |               |
| Grand Prix de Paris                                   |                   |                  |                  |                   |                   |                 | Medalha de ouro  |                 |                  |               |               |               |
| Grand Prix St. Gervais                                | Medalha de prata  | Medalha de prata |                  |                   |                   |                 |                  |                 |                  |               |               |               |
| Jogos da Boa Vontade                                  |                   |                  |                  |                   |                   | Medalha de ouro |                  |                 |                  |               |               |               |
| Nations Cup                                           |                   |                  |                  |                   |                   | Medalha de ouro |                  |                 |                  |               |               |               |
| Nebelhorn Trophy                                      | Medalha de bronze |                  |                  |                   |                   |                 |                  |                 |                  |               |               |               |
| NHK Trophy                                            |                   | 7.º              |                  | Medalha de bronze | Medalha de bronze |                 |                  |                 |                  |               |               |               |
| Skate America                                         | 8.º               |                  |                  |                   | Medalha de bronze |                 |                  |                 |                  |               |               |               |
| Skate Canada International                            |                   |                  | 4.º              | Medalha de ouro   |                   | Medalha de ouro |                  |                 | Medalha de ouro  |               |               |               |
| Nacional                                              |                   |                  |                  |                   |                   |                 |                  |                 |                  |               |               |               |
| Campeonato Canadense                                  |                   | Medalha de prata | Medalha de prata | Medalha de ouro   | Medalha de ouro   | Medalha de ouro |                  | Medalha de ouro | Medalha de prata |               |               |               |
|                                                       |                   |                  |                  |                   |                   |                 |                  |                 |                  |               |               |               |
| Legenda: Competição não foi disputada nesta temporada |                   |                  |                  |                   |                   |                 |                  |                 |                  |               |               |               |